# Ellipsolageninae
Ellipsolageninae es una subfamilia de foraminíferos bentónicos de la Familia Ellipsolagenidae, de la Superfamilia Polymorphinoidea, del Suborden Lagenina y del Orden Lagenida. Su rango cronoestratigráfico abarca desde el Cretácico superior hasta la Actualidad.

## Discusión
Clasificaciones previas incluían Ellipsolageninae en la Superfamilia Nodosarioidea.

## Clasificación
Ellipsolageninae incluye a los siguientes géneros:
- Duplella
- Fissurina
- Lagenosolenia
- Palliolatella
- Pseudoolina
- Fissurinella

Otros géneros considerados en Ellipsolageninae son:
- Ellipsofissurina, aceptado como Fissurina
- Ellipsolagena, aceptado como Fissurina
- Hyaleina, aceptado como Fissurina